# Gryon marina
Gryon marina är en stekelart som beskrevs av Mikhail Vasilievich Kozlov och Kononova 1989. Gryon marina ingår i släktet Gryon och familjen Scelionidae. Inga underarter finns listade i Catalogue of Life.